# Nointel (Val-d’Oise)
Nointel egy község Franciaországban. Lakosainak száma 887 fő (2022. január 1.).

## Földrajza
Nointel Beaumont-sur-Oise, Presles és Mours községekkel határos.